# Odorico Mendes
Manuel Odorico Mendes (São Luís do Maranhão, 24 de janeiro de 1799 — Londres, 17 de agosto de 1864) foi um  político, tradutor, poeta, publicista e humanista brasileiro, mais conhecido por ser autor das primeiras traduções integrais para português das obras de Virgílio e Homero, sendo precursor da moderna tradução criativa.

## Biografia
Descendente de família tradicional do Maranhão, Odorico Mendes nasceu em São Luís onde residiu até aos dezessete anos de idade.
Depois de uma vida dedicada à política e à literatura, faleceu subitamente em Londres, a 17 de Agosto de 1864. Foi o primeiro tradutor da Ilíada para português, considerado por muitos como o mais acabado humanista lusófono.
Odorico Mendes é o nome de uma escola estadual (Centro de Ensino Odorico Mendes), fundada em  04 de fevereiro de 1927, no município de Pinheiro, no estado do Maranhão. Também é nome de uma ruas no bairro do Cachambi, na zona norte da cidade do Rio de Janeiro, no bairro da Mooca no município de São Paulo e no bairro Jardim das Bandeiras na cidade de Mogi das Cruzes.
Odorico Mendes conta entre seus descendentes com um bisneto famoso: o escritor francês Maurice Druon.

### Os estudos em Coimbra
Desde muito cedo toma contacto com a poesia dos clássicos gregos e latinos, interessando-se pelo seu estudo. Com o objectivo de o fazer cursar medicina, o pai envia-o em 1816 para Coimbra, onde, depois de cursar os estudos preparatórios, ingressa na Faculdade de Medicina da Universidade de Coimbra. Completou o curso de Filosofia Natural, após ter cursado Filosofia Racional e Moral e a cadeira de Língua Grega.
Em Coimbra, Odorico Mendes viveu intensamente o conturbado momento político que Portugal atravessou depois da Revolução do Porto. A influência das Cortes Gerais e Extraordinárias da Nação Portuguesa, do vintismo, a independência do Brasil e a intensa actividade académica e política que então vivia em Coimbra, marcaram a sua formação cívica, levando-o à leitura de Rousseau e Voltaire e ao convívio com alguns dos futuros vultos do movimento liberal em Portugal. Os anos em Coimbra foram decisivos e tiveram influência directa em toda a sua actividade política e literária futura.
É neste contexto que trava amizade com Almeida Garrett e escreve os seus primeiros versos: ‘’Hino à tarde’’, onde canta a saudade da pátria e infância.
O falecimento do pai, ocorrido em 1824, e a escassez de dinheiro forçam-no a regressar ao Maranhão sem terminar a sua formatura em medicina. O objectivo seria regressar e terminar os estudos, mas a complexa situação política que encontra na sua cidade natal acaba por prolongar a sua presença, fazendo gorar em definitivo os seus projectos académicos.
Odorico Mendes chega ao Maranhão quando a instabilidade resultante da independência brasileira, ocorrida dois anos antes, leva ao agudizar de tensões internas no Brasil e ao aparecimento da Confederação do Equador, proclamada no Pernambuco e em outras províncias setentrionais, num movimento republicano que é dura e cruelmente subjugado pelas armas imperiais, levando ao fuzilamento e enforcamento público dos contrários, cujos episódios finais então se viviam.  Mesmo sem ter participado directamente na Confederação do Equador, o Maranhão foi duramente atingido pela guerra civil, e, aquando da volta de Odorico Mendes, os ânimos ainda não haviam arrefecido.

### A carreira política
Incitado por amigos e pelo forte patriotismo, Odorico Mendes passa a redigir um jornal, o Argos da Lei, que faz oposição ao partido representado na imprensa por outros dois jornais dirigidos e redigidos por portugueses: o Amigo do Homem e Censor Maranhense, este último editado por João António Garcia de Abranches. Trava com este fortes polémicas que se prolongarão até ao encerramento do Censor Maranhense em Maio de 1830 e à expulsão do seu redactor para Portugal.
A influência do Argos da Lei leva a que Odorico Mendes, poucos meses após fundação do jornal, seja eleito como deputado à primeira Assembleia Geral Legislativa do Brasil. Muda-se para o Rio de Janeiro, onde se afirma como cultor das belas letras, político e jornalista.
Integra a Falange Liberal, e dá início a uma vigorosa e crescente oposição ao governo imperial, só interrompida em 1831, face ao desfecho da revolução que culminou na queda do primeiro Imperador. Orador eloquente, ganha reputação como deputado e como polemista activo na Câmara e na imprensa.
Com a abdicação de D. Pedro, a 7 de Abril 1831, Odorico Mendes exerce influência na escolha dos membros da Regência e votou em favor da manutenção da monarquia. Embora acalentasse ideais republicanos, reconhecia a imaturidade das instituições para permitir a implantação imediata da república, até porque o recente exemplo do que aconteceu em Portugal após do período revolucionário de 1820-1822 recomendava cautela. De facto, a antiga metrópole, depois dos tempos revolucionários do Vintismo, caíra nas mãos reaccionárias do rei absolutista D. Miguel.
Nesse período escreve em vários jornais do Rio de Janeiro, de São Paulo e do Maranhão, sendo reeleito com ampla margem para um segundo mandato, agora obtido sem o apoio do governador do Maranhão.
Em 1833, em plena Regência, concorre ao terceiro mandato e é estrondosamente derrotado. É o resultado da posição moderada que assumiu após a revolução, quando apoiou a amnistia dos apoiantes do regime deposto e a manutenção da ordem constitucional, contrariando o revanchismo reinante. Embora a sua posição tivesse prevalecido, a moderação que demonstrou acabou por esmaecer-lhe o prestígio de político liberal que lhe devotava o Maranhão. Contudo, no ano seguinte foi chamado para ocupar uma vaga deixada por um deputado que fora nomeado senador, regressando assim à Câmara.
Terminado o mandato, passa a exercer funções na Fazenda, prosseguindo uma carreira devotada ao jornalismo e à literatura.
Depois de um longo hiato na actividade parlamentar, em 1845, já no Segundo Império, é novamente eleito, agora pela província de Minas Gerais. Exerce o mandato sem o arrebatamento que o notabilizara nas primeiras legislaturas, moderado pelo tempo e pela evolução política. Nesse período, foi o principal responsável pela reforma eleitoral conhecida como Lei de 1846.
Finda a legislatura, em 1847, já viúvo e aposentado, com os cinco filhos e a irmã Mitilina, muda-se para a França, onde se dedica inteiramente à vida literária, abandonando em definitivo a actividade política.

### Actividade literária
Com excepção da sua obra como publicista e jornalista, as produções literárias desta fase da vida de Odorico Mendes na sua grande maioria perderam-se, sem que ele se tenha esforçado na sua recuperação e arquivo.
Um projecto que Odorico Mendes há muito acalentava era verter ao português as obras primas dos clássicos gregos e latinos, recriando na língua portuguesa a sua poesia. Como posteriormente declarou no prólogo da sua Eneida, ... Não possuindo o engenho indispensável para empreender uma obra original, ao menos de segunda ordem, persuadi-me, todavia, de que o estudo da língua e a frequente lição da poesia me habilitavam para verter em português a epopeia mais do meu gosto....
Para além do seu interesse pelos clássicos, interessou-se pela literatura francesa, publicando em verso português a tradução das obras Mérope (1831) e Tancredo (1839), ambas de Voltaire.
A partir de 1847, instalado em França e desligado da actividade política,  dedica-se a transcriar em português os clássicos, começando por Virgílio. Em resultado desse labor, publica no ano de 1854, na Tipografia de Rignoux, em Paris, a Eneida em português, numa edição que se esgotaria em quinze dias. Quatro anos depois, em 1858, edita a obra completa do poeta latino, concentrando a Eneida, as Bucólicas e as Geórgicas, com as respectivas notas, numa cuidada edição de oitocentas páginas sob o título de Virgílio Brasileiro.
Em 1860 publica em Lisboa um ensaio sobre a novela medieval O Palmeirim de Inglaterra, de Francisco de Morais, onde lhe prova a autoria portuguesa. Odorico era leitor de Morais desde a adolescência. Afora a produção jornalística, este ensaio, além das notas que escreveu às suas traduções, é a única publicação em prosa de Odorico Mendes.
Tendo já traduzido a obra completa conhecida de Virgílio, inicia a tradução em verso dos épicos de Homero, mas falece em Londres, a 17 de Agosto de 1864, quando já tinha completada e aperfeiçoada e pronta para edição, a tradução da Ilíada e da Odisseia. A Ilíada teve sua primeira edição em 1874, editada pelo maranhense Henrique Alves de Carvalho, e a Odisseia apenas veio a público em 1928.